# Statistiques et records de l'Olympique de Marseille
Cet article détaille les statistiques et les records de l'Olympique de Marseille.

## Statistiques
Palmarès du club (29 trophées)
| - Ligue des champions (1) - Vainqueur : 1993. - Finaliste : 1991. - Demi-finaliste : 1990. - Coupe d'Europe des vainqueurs de coupe - Demi-finaliste : 1988. - Coupe UEFA / Ligue Europa - Finaliste : 1999, 2004 et 2018. - Demi-finaliste : 2024. - Ligue Europa Conférence - Demi-finaliste : 2022. - Coupe Intertoto (1) - Vainqueur : 2005. - Championnat de France (9) - Champion : 1929 (amateur), 1937, 1948, 1971, 1972, 1989, 1990, 1991, 1992, 1993 (non-attribué) et 2010. - Vice-champion : 1938, 1939, 1970, 1975, 1987, 1994, 1999, 2007, 2009, 2011, 2013, 2020, 2022 et 2025. - Coupe de France (10) - Vainqueur : 1924, 1926, 1927, 1935, 1938, 1943, 1969, 1972, 1976 et 1989. - Finaliste : 1934, 1940, 1954, 1986, 1987, 1991, 2006, 2007 et 2016. - Coupe de la Ligue (3) - Vainqueur : 2010, 2011 et 2012. - Trophée des champions (3) - Vainqueur : 1971, 2010 et 2011. - Finaliste : 1969, 1972 et 2020. - Championnat de France de division 2 (1) - Champion : 1995. - Vice-champion : 1966, 1984 et 1996. - Coupe Charles Drago (1) - Vainqueur : 1957. - Championnat de France Zone Libre (1) - Champion : 1941. - Championnat de France USFSA - Finaliste : 1919. |

Bilan en championnat
À l'issue de la saison 2022-2023, l'Olympique de Marseille totalise 73 participations au championnat de France de première division et 12 participations au championnat de deuxième division nationale. Marseille est le club comptant le plus de participations en première division, devant le FC Sochaux. L'OM a été le premier club à atteindre les 1 000 buts (1953-1954) ou les 1 000 victoires (2013-2014).
| Championnat          | Saisons | Titres | J    | G    | N   | P   | Bp   | Bc   | Diff. |
| -------------------- | ------- | ------ | ---- | ---- | --- | --- | ---- | ---- | ----- |
| Division 1 / Ligue 1 | 73      | 9      | 2650 | 1186 | 674 | 790 | 4262 | 3383 | +879  |
| Division 2 / Ligue 2 | 12      | 1      | 432  | 206  | 114 | 112 | 665  | 450  | +215  |

| Titre ⭐            | 1993 : Ligue des champions 2005 : Coupe Intertoto |
| Finale              | 1991 : Coupe des clubs champions européens 2018 : Ligue Europa 2004 : Coupe UEFA 1999 : Coupe UEFA |
| Demi-finale         | 1990 : Coupe des clubs champions européens 1988 : Coupe d'Europe des vainqueurs de coupe 2022 : Ligue Europa Conférence 2024 : Ligue Europa                                                                            |
| Quart de finale     | 2012 : Ligue des champions 2009 : Coupe UEFA |
| Huitième de finale  | 2011 : Ligue des champions 1992 : Coupe des clubs champions européens 1972 : Coupe des clubs champions européens 2010 : Ligue Europa 2008 : Coupe UEFA 2006 : Coupe UEFA 1970 : Coupe d'Europe des vainqueurs de coupe |
| Plus large victoire | vs MŠK Žilina (0-7) Ligue des champions 2010-2011 |
| Plus large défaite  | vs FC Cologne (0-6) Coupe UEFA 1973-1974 |

| Compétition                                                   | Saisons | J   | G   | N  | P  | Bp  | Bc  | Meilleure performance                    |
| ------------------------------------------------------------- | ------- | --- | --- | -- | -- | --- | --- | ---------------------------------------- |
| Coupe des clubs champions / Ligue des champions               | 17      | 116 | 47  | 19 | 50 | 165 | 141 | Vainqueur (1993)                         |
| Coupe UEFA / Ligue Europa                                     | 16      | 121 | 49  | 35 | 37 | 175 | 144 | Finaliste (1999, 2004 et 2018)           |
| Ligue Europa Conférence                                       | 1       | 8   | 6   | 1  | 1  | 15  | 7   | Demi-finaliste (2022)                    |
| Coupe d'Europe des vainqueurs de coupe (compétition disparue) | 3       | 14  | 8   | 2  | 4  | 19  | 13  | Demi-finaliste (1988)                    |
| Coupe Intertoto (compétition disparue)                        | 2       | 8   | 4   | 3  | 1  | 16  | 9   | Vainqueur (2005)                         |
| Total compétitions UEFA                                       | 33      | 245 | 105 | 56 | 84 | 353 | 282 | -                                        |
| Coupe des villes de foires (compétition disparue)             | 3       | 6   | 3   | 0  | 3  | 7   | 8   | Seizième de finaliste (1963, 1969, 1971) |
| Total Europe                                                  | 36      | 251 | 108 | 56 | 87 | 360 | 290 | -                                        |

| Compétition                                                   | Saisons | J   | G   | N  | P  | Bp  | Bc  | Meilleure performance                    |
| ------------------------------------------------------------- | ------- | --- | --- | -- | -- | --- | --- | ---------------------------------------- |
| Coupe des clubs champions / Ligue des champions               | 17      | 116 | 47  | 19 | 50 | 165 | 141 | Vainqueur (1993)                         |
| Coupe UEFA / Ligue Europa                                     | 16      | 121 | 49  | 35 | 37 | 175 | 144 | Finaliste (1999, 2004 et 2018)           |
| Ligue Europa Conférence                                       | 1       | 8   | 6   | 1  | 1  | 15  | 7   | Demi-finaliste (2022)                    |
| Coupe d'Europe des vainqueurs de coupe (compétition disparue) | 3       | 14  | 8   | 2  | 4  | 19  | 13  | Demi-finaliste (1988)                    |
| Coupe Intertoto (compétition disparue)                        | 2       | 8   | 4   | 3  | 1  | 16  | 9   | Vainqueur (2005)                         |
| Total compétitions UEFA                                       | 33      | 245 | 105 | 56 | 84 | 353 | 282 | -                                        |
| Coupe des villes de foires (compétition disparue)             | 3       | 6   | 3   | 0  | 3  | 7   | 8   | Seizième de finaliste (1963, 1969, 1971) |
| Total Europe                                                  | 36      | 251 | 108 | 56 | 87 | 360 | 290 | -                                        |

### Bilan en coupe nationale
L'Olympique de Marseille a participé à toutes les éditions de la Coupe de France de football. Le club marseillais a remporté à 10 reprises la compétition et a disputé 19 finales.
| Résultat                                         | Nombre |
| ------------------------------------------------ | ------ |
| Vainqueur                                        | 10     |
| Finaliste                                        | 9      |
| Demi-finaliste                                   | 6      |
| Quart de finaliste                               | 14     |
| Huitième de finaliste                            | 20     |
| Seizième de finaliste                            | 23     |
| Trente-deuxième de finaliste                     | 21     |
| Élimination avant les trente-deuxièmes de finale | 2      |
| Total                                            | 105    |

L'Olympique de Marseille a participé à toutes les éditions de la Coupe de la Ligue. Il est le premier club a remporté trois saisons consécutives la compétition. L'OM bat les Girondins de Bordeaux en 2010, le Montpellier HSC en 2011 et l'Olympique lyonnais en 2012.
| Résultat                                  | Nombre |
| ----------------------------------------- | ------ |
| Vainqueur                                 | 3      |
| Finaliste                                 | -      |
| Demi-finaliste                            | 1      |
| Quart de finaliste                        | 5      |
| Huitième de finaliste                     | 8      |
| Seizième de finaliste                     | 8      |
| Élimination avant les seizièmes de finale | 1      |
| Total                                     | 26     |

Au Trophée des champions, l'Olympique de Marseille compte deux victoires pour trois participations, lors des éditions 2010 et 2011. L'OM est le club ayant marqué le plus de buts en une édition du Trophée des champions, lors de l'édition 2011 face a Lille OSC (5-4).
Le club dispute également trois éditions du Challenge des champions organisé par la FFF lors des décennies 1960 et 1970. Cette compétition n'a aucun lien officiel avec le Trophée des champions mais se dispute sur le même modèle d'opposition du champion de France contre le vainqueur de la Coupe de France. L'OM participe aux éditions 1969, 1971 et 1972. Le club partage le titre 1971 avec son adversaire, le Stade rennais et perd lors de ces deux autres participations.
Bilan au Trophée des champions et Challenge des champions à l'issue de la saison 2020-2021
| Date | Adversaire       | Lieu   | Résultat        |
| 1969 | As Saint-Étienne | Paris  | 2 - 3           |
| 1971 | Stade rennais    | Brest  | 2 - 2           |
| 1972 | SC Bastia        | Toulon | 2 - 5           |
| 2010 | Paris SG         | Radès  | 0 - 0 5 à 4 tab |
| 2011 | Lille OSC        | Tanger | 5 - 4           |
| 2021 | Paris SG         | Lens   | 1 - 2           |

### Les finales
L'Olympique de Marseille a atteint trente-cinq finales dans son histoire. La première finale jouée et gagnée est celle de Coupe de France en 1924. Le club a par ailleurs disputé et gagné au moins une finale dans chaque décennie depuis 1920,.
Ces trente-cinq finales se répartissent en deux finales de Ligue des champions, trois de Coupe UEFA, une de Coupe Intertoto, trois du Trophée des champions, trois du Challenge des champions, dix-neuf de Coupe de France, trois de Coupe de la Ligue, une de Coupe Charles Drago et une de Division d'Excellence,.
Les vingts finales victorieuses réunissent une finale de Ligue des champions, une de Coupe Intertoto, deux du Trophée des champions, un du Challenge des champions dix de Coupe de France, trois de Coupe de la Ligue, une de Coupe Charles Drago et une de Division d'Excellence,.

## Records de joueurs

### Records de l'histoire du club
Mis à jour le 28 février 2023,.
| Description du record                                                | Joueur            | Record                                             | Saison(s) / Date      |
| -------------------------------------------------------------------- | ----------------- | -------------------------------------------------- | --------------------- |
| Matchs disputés en compétition officielle avec l'OM                  | Steve Mandanda    | 613 matchs                                         | 2007-2016 / 2017-2022 |
| Matchs disputés en D1/L1 avec l'OM                                   | Steve Mandanda    | 469 matchs                                         | 2007-2016 / 2017-2022 |
| Matchs disputés en coupes d'Europe avec l'OM                         | Steve Mandanda    | 101 matchs                                         | 2007-2016 / 2017-2022 |
| Meilleur buteur en compétition officielle avec l'OM                  | Gunnar Andersson  | 192 buts                                           | 1950-1958             |
| Meilleur buteur en compétition officielle (sur une saison avec l'OM) | Josip Skoblar     | 49 buts                                            | 1970-1971             |
| Meilleur buteur en D1/L1 avec l'OM                                   | Gunnar Andersson  | 169 buts                                           | 1950-1958             |
| Meilleur buteur en D1/L1 (sur une saison avec l'OM)                  | Josip Skoblar     | 44 buts                                            | 1970-1971             |
| Meilleur buteur en coupes d'Europe avec l'OM                         | Jean-Pierre Papin | 23 buts                                            | 1987-1992             |
| Meilleur buteur en coupes d'Europe (sur une saison avec l'OM)        | Didier Drogba     | 11 buts                                            | 2003-2004             |
| Transfert record (vente)                                             | Michy Batshuayi   | 39 M€ (vers Chelsea FC)                            | 3 juillet 2016        |
| Transfert record (achat)                                             | Vitinha           | 32 M€ (en provenance du SC Braga)                  | 31 janvier 2023       |
| Plus jeune joueur à disputer un match en pro avec l'OM               | Bilal Boutobba    | 16 ans et 3 mois (le 14 décembre 2014 à Monaco)    | 2014-2015             |
| Plus vieux joueur à disputer un match en pro avec l'OM               | Larbi Ben Barek   | 40 ans et 319 jours (le 1er mai 1955 contre Lille) | 1954-1955             |
| Plus jeune joueur à inscrire un but en pro avec l'OM                 | Samir Nasri       | 17 ans et 6 mois (le 11 janvier 2005 à Lille)      | 2004-2005             |
| But le plus rapide inscrit avec l'OM                                 | Franck Ribéry     | 17 secondes (le 20 avril 2006 contre Rennes)       | 2005-2006             |
| Plus grand nombre de cartons jaunes reçus avec l'OM                  | Lorik Cana        | 54                                                 | 2005-2009             |

## Records du club

### Premières du club
- Premier match de Coupe de France – v. Club sportif des Terreaux, à domicile, 16e de finale, 4 novembre 1917 (victoire 2-0)
- Premier match de Coupe de la Ligue (version actuelle) – v. Chamois niortais football club, à l'extérieur, 1er tour, 29 novembre 1994 (défaite 1-0)
- Premier match de 1re division – v. Olympique lillois, à l'extérieur, 11 septembre 1932 (victoire 1-2)
- Premier match de 2e division – v. AS Nancy-Lorraine, à l'extérieur, 16 août 1959 (défaite 2-0)
- Premier match au stade Vélodrome – v. Torino Football Club, match amical, 13 juin 1937 (victoire 2-1)
- Premier match européen – v. Royale Union Saint-Gilloise, 1er tour aller de la Coupe des villes de foire, à domicile, 26 septembre 1962 (victoire 1-0)
- Premier match de Coupe d'Europe des clubs champions – v. Górnik Zabrze, 1er tour aller, à domicile, 15 septembre 1971 (victoire 2-1)
- Premier match de Coupe d'Europe des vainqueurs de coupe – v. Dukla Prague, 1er tour aller, à l'extérieur, 17 septembre 1969 (défaite 1-0)
- Premier match de Coupe UEFA – v. Union Luxembourg, 1er tour aller, à l'extérieur, 18 septembre 1973 (victoire 0-5)

### Championnat de France
- L'OM détient le record absolu de victoires à l'extérieur consécutives en championnat avec 9 victoires[8].
- L'OM détient le joueur ayant le record de buts marqués sur une saison de championnat, avec les 44 buts de Josip Skoblar lors de la saison 1970-1971.

### Coupe nationale
- L'OM est le premier club provincial à remporter la Coupe de France (1924).
- L'OM remporte la Coupe de France de football 1926-1927 en ayant encaissé un seul but.
- L'OM a le buteur le plus prolifique sur une finale de Coupe de France avec 3 buts inscris par Jean-Pierre Papin lors de l'édition 1988-1989.
- L'OM est le premier club a remporter trois saisons consécutives la Coupe de la Ligue en 2010, 2011 et 2012.
- L'OM détient le record de buts inscris en une édition du Trophée des champions avec 5 buts marqués face a Lille OSC lors de l'édition 2011.
- L'OM a le buteur le plus prolifique sur une édition du Trophée des champions avec 3 buts inscris par André Ayew lors de l'édition 2011.

### Coupes d'Europe
Marseille est le seul club français avec le PSG à avoir remporté la Ligue des champions de l'UEFA, le 26 mai 1993. Le club fait partie des sept clubs européens ayant remporté la compétition invaincus.
De plus, l'OM est, à égalité avec le PSG, le club français ayant joué le plus de finales de Coupe d'Europe : 1991, 1993, 1999, 2004 et 2018.
En éliminant l'Olympiakos Le Pirée en Coupe UEFA 1994-1995, l'OM est le premier club français de deuxième division à passer un tour en Coupe d'Europe. En 2010, les Olympiens signent la plus large victoire à l'extérieur de l'histoire de la Ligue des champions de l'UEFA (hors tours qualificatifs) en s'imposant 7-0 sur le terrain du MSK Zilina. L'OM est aussi le club européen qui détient le plus grand nombre de matchs joués en une édition de coupe d'Europe, avec 19 matchs disputés lors de la saison 2017-2018 en Ligue Europa.
L'OM détient le record de défaites consécutifs en ligue des champions avec 13 défaites d'affilée au 25 novembre 2022.

### Classements mondiaux
L'Olympique de Marseille a été 4 fois dans le top 25 mondial établi par l'IFFHS. Son meilleur classement est la troisième place en 1991. L'OM s'est aussi classé 19e en 1992, 17e en 2006 et 25e en 2008. L'OM a aussi été élu deux fois meilleure équipe mondiale du mois, en août 2008 et en mars 2009. Le club est aussi le premier club français du classement des clubs européens de l'IFFHS du XXe siècle (au 33e rang).
À l'issue de la saison 2021-2022, l'OM est à la 38e place du classement coefficient UEFA Depuis la création de ce classement en 1960, l'Olympique de Marseille dispute l'Europe assez fréquemment pour avoir été classé quarante-six fois en cinquante-six ans. La meilleure position est cinquième club européen en 1992-1993 et le club marseillais fait partie du top 10 européen de 1991-1992 à 1994-1995. L'OM rentre six fois dans le top 10 des meilleurs coefficients saisonniers : 3e meilleur coefficient de la saison en 1987-1988 et 1992-1993, 4e en 2003-2004, 5e en 1990-1991, 6e en 1998-1999 et 7e en 1989-1990.

### Affluences et merchandising
- Le Stade Vélodrome connait depuis de nombreuses années la meilleure affluence de Ligue 1, avec notamment un record absolu en termes d'abonnés (44 115)[18] et une moyenne record de 52 996 spectateurs lors de la saison 2003-2004[19]. Le club possède ainsi la 11e meilleure affluence d'Europe[20].
- L'OM franchit la barre des 300 000 maillots vendus en 2007-2008 et enregistre donc un nouveau record : 325 000 maillots sont vendus lors de cette saison[21]. L'Olympique bat son propre record en 2008-2009 avec 420 000 maillots vendus[22].
- Les Supporters de l'OM figurent 2e dans le classement des "meilleurs supporters du monde" selon le média "Ultra World"

### Matchs et saisons records
| - Division 1 / Ligue 1 - À domicile: 20-2 - Olympique Avignon (4 octobre 1942) - À l'extérieur: 2-10 - CO Roubaix-Tourcoing (19 décembre 1948) - Championnat du littoral - À domicile: 15-1 - Phocée Club (25 janvier 1914) - Coupe de France - À domicile: 19-0 - Stade raphaëlois (29 octobre 1933) - À l'extérieur: 10-0 - Le Vigan (8 octobre 1933) - Coupes d'Europe - À domicile: 7-1 et 6-0 - Union Luxembourg (3 octobre 1973, Coupe UEFA) - CSKA Moscou (17 mars 1993, Ligue des champions) - À l'extérieur: 7-0 - MSK Zilina (3 novembre 2010, Ligue des champions) |

| - Buts marqués en une saison de Division 1 / Ligue 1 Le plus: 95 (1948-1949, 34 matchs) Le moins: 31 (2000-2001, 34 matchs) - Buts encaissés en une saison de Division 1 / Ligue 1 Le moins: 21 (1991-1992, 38 matchs) Le plus: 84 (1958-1959, 38 matchs) - Différence de buts en une saison de Ligue 1 La meilleure: +46 (1970-1971 et 1991-1992, 38 matchs) La pire: -34 (1958-1959, 30 matchs) |

| - Division 1 / Ligue 1 - À domicile: 3-10 - AS Saint-Étienne (16 septembre 1951) - À l'extérieur: 0-8 - Olympique lyonnais (24 mai 1997) - Coupe de France - À domicile: 1-5 - Gazélec Ajaccio (20 décembre 1964) - À l'extérieur: 1-6 et 0-5 - AS Nancy-Lorraine (4 mars 1958) - SCO Angers (12 février 1967) - Coupes d'Europe - À domicile: 0-4 - Liverpool FC (11 décembre 2007, Ligue des champions) - À l'extérieur: 0-6 - FC Cologne (6 novembre 1973, Coupe UEFA) |

| - Le plus de points en une saison de Division 1 / Ligue 1 Victoire à 3 points: 78 (2009-2010, 38 matchs) Victoire à 2 points: 58 (1991-1992, 38 matchs) - Le moins de points en une saison de Division 1 / Ligue 1 Victoire à 3 points: 40 (2000-2001, 34 matchs) Victoire à 2 points: 23 (1958-1959, 38 matchs) - Victoires en une saison de Division 1 / Ligue 1 Le plus: 24 (1970-1971, 38 matchs) Le moins: 6 (1958-1959, 38 matchs) - Défaites en une saison de Division 1 / Ligue 1 Le moins: 3 (1991-1992) Le plus: 21 (1958-1959 et 1962-1963, 38 matchs) - Matchs nuls en une saison de Division 1 / Ligue 1 Le plus: 15 (1999-2000, 34 matchs) Le moins: 1 (1975-1976, 38 matchs) |

## Distinctions décernées

### Au club
| France Football - Club de l’année (7) : - 1971, 1972, 1989, 1990, 1991, 1992, 2010 - Politique de recrutement (2) : - 1986, 1997 - Dirigeant de l'année (2) : - 1970, 1977 IFFHS - Club mondial du mois (2) : - août 2008 - mars 2009 LFP - Meilleur public de France (1) : - 1979 |

### Aux joueurs et entraîneurs du club
| Palmarès international : France Football - Ballon d'or (1) : - 1991 : Jean-Pierre Papin - Ballon d'or africain (3) : - 1991 : Abedi Pelé - 1992 : Abedi Pelé - 1993 : Abedi Pelé - Étoile d'or (1) : - 2006 : Franck Ribéry - Joueur français de l'année (5) : - 1971 : Georges Carnus - 1972 : Marius Trésor - 1987 : Alain Giresse - 1989 : Jean-Pierre Papin - 1991 : Jean-Pierre Papin - Joueur étranger de l'année (5) : - 1969 : Roger Magnusson - 1970 : Josip Skoblar - 1971 : Josip Skoblar - 1994 : Alen Bokšić - 2003 : Didier Drogba - Révélation de l'année (4) : - 1986 : Franck Passi - 1989 : Didier Deschamps - 1999 : William Gallas - 2007 : Steve Mandanda - Joueur de l'année de D2 (1): - 1995 : Tony Cascarino - Entraîneur de l’année (3) : - 1970 : Mario Zatelli - 1989 : Gérard Gili - 2010 : Didier Deschamps UEFA - Meilleurs buteurs de la Ligue des champions de l'UEFA (3): - 1990 : Jean-Pierre Papin - 1991 : Jean-Pierre Papin - 1992 : Jean-Pierre Papin - Meilleurs buteurs de la Ligue Europa (1): - 2024 : Pierre-Emerick Aubameyang - Meilleurs passeurs de la Ligue Europa (2): - 2018 : Dimitri Payet - 2024 : Jonathan Clauss et Amine Harit - Équipe type de la Ligue Europa (3): - 2018 : Bouna Sarr, Luiz Gustavo et Dimitri Payet - Meilleur joueur de la Ligue Europa (1): - 2024 : Pierre-Emerick Aubameyang - Équipe type de la Ligue Europa Conférence (1): - 2022 : Dimitri Payet - Plus beau but de la Ligue Europa Conférence (1): - 2022 : Dimitri Payet IFFHS - Meilleur buteur mondial de l'année (1): - 1991 : Jean-Pierre Papin - Meilleur gardien de l'année (1): - 1996 : Andreas Köpke ESM - Soulier d'or européen (1): - 1971 : Josip Skoblar - Équipe type du mois de l'ESM (13): - décembre 1996 : Andreas Köpke - novembre et décembre 1997, janvier, février, novembre et décembre 1998, janvier et avril 1999 : Laurent Blanc - décembre 2002, janvier et mars 2003 : Daniel van Buyten - octobre 2003 : Didier Drogba - Équipe type de l'année ESM (3): - 1998 : Laurent Blanc - 1999 : Laurent Blanc - 2003 : Daniel van Buyten CAF - Meilleur joueur africain (1): - 1992 : Abedi Pelé - Meilleur espoir africain (1): - 2007 : Taye Taiwo - Onze africain de l'année (2): - 2007 : Taye Taiwo - 2008 : Taye Taiwo Étoile d'or Afrique Football - Meilleur joueur africain (2): - 1991 : Abedi Pelé - 1992 : Abedi Pelé World Soccer Awards - Joueur de l'année (1): - 1991 : Jean-Pierre Papin - Entraîneur de l'année (1): - 1990 : Franz Beckenbauer Onze Mondial - Onze d'or (1): - 1991 : Jean-Pierre Papin - Onze d'argent (2): - 1991 : Chris Waddle - 1993 : Alen Bokšić - Onze de bronze (4) : - 1989 : Jean-Pierre Papin - 1990 : Jean-Pierre Papin - 1992 : Jean-Pierre Papin - 2006 : Franck Ribéry - Entraîneur de l'année (2): - 1991 : Raymond Goethals - 1993 : Raymond Goethals - Équipe type Super Onze d'Or (19) - 1977 : Marius Trésor - 1986 : Karl-Heinz Förster - 1989 : Carlos Mozer et Jean-Pierre Papin - 1990 : Carlos Mozer, Chris Waddle et Jean-Pierre Papin - 1991 : Franck Sauzée, Chris Waddle et Jean-Pierre Papin - 1992 : Didier Deschamps - 1993 : Basile Boli, Didier Deschamps et Alen Bokšić - 1996 : Andreas Köpke - 1997 : Laurent Blanc - 1998 : Laurent Blanc - 2004 : Didier Drogba - 2007 : Franck Ribéry Autres - Prix Marc-Vivien Foé (3) - 2015 : André Ayew - 2023 : Chancel Mbemba - 2024 : Pierre-Emerick Aubameyang - Panchina d'Oro (1) - 1991 : Raymond Goethals - Panchina d'Argento (1) - 1992 : Raymond Goethals - Joueur croate de l'année (1): - 1993 : Alen Bokšić - Ballon d'or algérien (2): - 2001 : Djamel Belmadi - 2007 : Karim Ziani - DZFoot d'Or (2): - 2000 : Djamel Belmadi - 2001 : Djamel Belmadi - Joueur sénégalais de l'année (2): - 2007 : Mamadou Niang - 2009 : Mamadou Niang - Joueur ivoirien de l'année (1): - 2008 : Bakari Koné - Joueur africain de l'année BBC (2): - 1992 : Abedi Pelé - 2011 : André Ayew - Joueur européen de l'année El País (1): - 1991 : Jean-Pierre Papin - Meilleur gardien allemand de l'année (1): - 1996 : Andreas Köpke - Prix citron de l'année France Football (1): - 2014 : Marcelo Bielsa | Palmarès national : LFP - Meilleur buteur de L1 (12) - 1952 : Gunnar Andersson - 1953 : Gunnar Andersson - 1971 : Josip Skoblar - 1972 : Josip Skoblar - 1973 : Josip Skoblar - 1988 : Jean-Pierre Papin - 1989 : Jean-Pierre Papin - 1990 : Jean-Pierre Papin - 1991 : Jean-Pierre Papin - 1992 : Jean-Pierre Papin - 1993 : Alen Bokšić - 2010 : Mamadou Niang - Meilleur buteur de L2 (3) - 1982 : Marc Pascal (Gr. A) - 1995 : Tony Cascarino - 1996 : Tony Cascarino - Meilleur passeur de L1 (4) - 2010 : Lucho Gonzalez - 2013 : Mathieu Valbuena - 2015 : Dimitri Payet - 2017 : Morgan Sanson - Meilleur buteur de la Coupe de France (8) - 1972 : Josip Skoblar - 1989 : Jean-Pierre Papin - 1991 : Jean-Pierre Papin - 1992 : Jean-Pierre Papin - 1995 : Tony Cascarino - 1996 : Marc Libbra - 2006 : Toifilou Maoulida - 2007 : Djibril Cissé Trophées UNFP - Meilleur joueur de L1 (1) : - 2004 : Didier Drogba - Meilleur entraîneur de L1 (1) : - 2009 : Eric Gerets - Meilleur gardien de L1 (5): - 2008 : Steve Mandanda - 2011 : Steve Mandanda - 2015 : Steve Mandanda - 2016 : Steve Mandanda - 2018 : Steve Mandanda - Meilleur joueur de D2 (1) : - 1996 : Marcel Dib - Meilleur espoir de L1 (3): - 2006 : Franck Ribéry - 2007 : Samir Nasri - 2022 : William Saliba - Plus beau but de Ligue 1 (7): - 2004 : Didier Drogba - 2005 : Laurent Batlles - 2006 : Franck Ribéry - 2008 : Mathieu Valbuena - 2010 : Mamadou Niang - 2022 : Bamba Dieng - 2025 : Amine Gouiri - Joueur du mois UNFP (25) : - Didier Drogba (janvier et mai 2004) - Fabien Barthez (septembre 2004) - Peguy Luyindula (janvier 2005) - Franck Ribéry (octobre et novembre 2005, avril 2006) - Mamadou Niang (décembre 2005, décembre 2007) - Samir Nasri (mars 2007) - Steve Mandanda (février et août 2008, septembre 2017) - Fabrice Abriel (novembre 2009) - Hatem Ben Arfa (février 2010) - Lucho González (avril 2010) - André-Pierre Gignac (septembre 2014) - Lassana Diarra (septembre 2015) - Michy Batshuayi (octobre 2015) - Maxime Lopez (décembre 2016) - Florian Thauvin (mars et novembre 2017, janvier 2018) - Mario Balotelli (mars 2019) - Pierre-Emerick Aubameyang (décembre 2023) - Équipe type de la saison (38): - 1987 : Joseph-Antoine Bell, Karl-Heinz Förster et Alain Giresse - 1988 : Karl-Heinz Förster et Jean-Pierre Papin - 1998 : Laurent Blanc - 1999 : Laurent Blanc - 2003 : Manuel Dos Santos et Daniel Van Buyten - 2004 : Didier Drogba - 2005 : Habib Beye - 2006 : Franck Ribéry - 2007 : Samir Nasri - 2008 : Laurent Bonnart, Benoît Cheyrou, Steve Mandanda, Mamadou Niang, Taye Taiwo et Mathieu Valbuena - 2009 : Benoît Cheyrou, Vitorino Hilton et Taye Taiwo - 2010 : Benoît Cheyrou, Souleymane Diawara et Mamadou Niang - 2011 : Steve Mandanda et Taye Taiwo - 2012 : Nicolas Nkoulou - 2013 : Nicolas Nkoulou et Mathieu Valbuena - 2015 : Steve Mandanda et Dimitri Payet - 2016 : Steve Mandanda et Lassana Diarra - 2018 : Steve Mandanda et Luiz Gustavo - 2022 : Dimitri Payet et William Saliba - 2023 : Chancel Mbemba et Valentin Rongier - 2024 : Pierre-Emerick Aubameyang UJSF - Prix du meilleur joueur du Trophée des champions (2): - 2010 : Steve Mandanda - 2011 : André Ayew - Prix du meilleur joueur de la finale de la Coupe de la Ligue (2): - 2011 : Taye Taiwo - 2012 : Nicolas Nkoulou |

#### Ballon d'or France Football
Un ou plusieurs Olympiens sont présents dans dix-sept éditions du Ballon d'or, distinction récompensant depuis 1956 le meilleur footballeur de l'année.
- Ballon d'or 1970 : 22e  Josip Skoblar.
- Ballon d'or 1971 : 6e  Josip Skoblar.
- Ballon d'or 1972 : 18e  Marius Trésor.
- Ballon d'or 1977 : 13e  Anders Linderoth et 18e  Marius Trésor.
- Ballon d'or 1978 : 19e  Marius Trésor et 21e  Didier Six.
- Ballon d'or 1979 : 20e  Marius Trésor.
- Ballon d'or 1986 : 24e  Karl-Heinz Förster.
- Ballon d'or 1987 : 10e  Klaus Allofs.
- Ballon d'or 1989 : 10e  Jean-Pierre Papin.
- Ballon d'or 1990 : 11e  Jean-Pierre Papin, 12e  Dragan Stojković et 18e  Chris Waddle.
- Ballon d'or 1991 : 1er  Jean-Pierre Papin et 10e  Chris Waddle.
- Ballon d'or 1993 : 15e  Basile Boli.
- Ballon d'or 1996 : 13e  Andreas Köpke.
- Ballon d'or 1997 : 33e  Laurent Blanc.
- Ballon d'or 1998 : 14e  Laurent Blanc.
- Ballon d'or 2004 : NC  Fabien Barthez (nommé mais non classé car n'obtient pas de point).
- Ballon d'or 2006 : 13e  Franck Ribéry.

### Distinctions internes au club
- Olympien de la saison[38]

Au terme de chaque saison, l'Olympique de Marseille sonde les supporters du club pour élire l'Olympien de la saison qui récompense le meilleur joueur du club sur la saison.
| Saison    | Joueur            |
| --------- | ----------------- |
| 2001-2002 | Vedran Runje      |
| 2002-2003 | Daniel Van Buyten |
| 2003-2004 | Didier Drogba     |
| 2004-2005 | Habib Beye        |
| 2005-2006 | Franck Ribéry     |
| 2006-2007 | Samir Nasri       |
| 2007-2008 | Steve Mandanda    |
| 2008-2009 | Benoît Cheyrou    |
| 2009-2010 | Mamadou Niang     |
| 2010-2011 | André Ayew        |
| 2011-2012 | Nicolas Nkoulou   |
| 2012-2013 | Mathieu Valbuena  |

| Saison    | Joueur                    |
| --------- | ------------------------- |
| 2013-2014 | André-Pierre Gignac       |
| 2014-2015 | Dimitri Payet             |
| 2015-2016 | Steve Mandanda (2)        |
| 2016-2017 | Florian Thauvin           |
| 2017-2018 | Florian Thauvin (2)       |
| 2018-2019 | Hiroki Sakai              |
| 2019-2020 | Steve Mandanda (3)        |
| 2020-2021 | Boubacar Kamara           |
| 2021-2022 | Dimitri Payet (2)         |
| 2022-2023 | Alexis Sánchez            |
| 2023-2024 | Pierre-Emerick Aubameyang |

- Olympien du siècle : le classement est tiré d'un sondage organisé par l'Olympique de Marseille et L'Équipe magazine et publié le 29 novembre 1997[39].

| Rang | Joueur            | Pourcentage |
| ---- | ----------------- | ----------- |
| 1    | Jean-Pierre Papin | 35,4 %      |
| 2    | Chris Waddle      | 28,9 %      |
| 3    | Josip Skoblar     | 21,8 %      |
| 4    | Basile Boli       | 5 %         |
| 5    | Marius Trésor     | 3,3 %       |
| 6    | Roger Magnusson   | 2 %         |
| 7    | Larbi Ben Barek   | 0,8 %       |
| -    | Jean Boyer        | 0,8 %       |
| 9    | Gunnar Andersson  | 0,7 %       |
| 10   | Emmanuel Aznar    | 0,6 %       |
|      | Autres            | 0,7 %       |

- Dream Team des 120 ans

| Poste             | Joueur élu        | Pourcentage |
| ----------------- | ----------------- | ----------- |
| Gardien de but    | Fabien Barthez    | 94 %        |
| Latéral droit     | Habib Beye        | 38 %        |
| Latéral gauche    | Éric Di Meco      | 69 %        |
| Défenseur central | Carlos Mozer      | 19 %        |
| Défenseur central | Basile Boli       | 43 %        |
| Milieu défensif   | Didier Deschamps  | 47 %        |
| Milieu défensif   | Franck Sauzée     | 26 %        |
| Milieu offensif   | Enzo Francescoli  | 17 %        |
| Milieu offensif   | Chris Waddle      | 46 %        |
| Attaquant         | Jean-Pierre Papin | 41 %        |
| Attaquant         | Didier Drogba     | 18 %        |

- Plus beau but de la saison[réf. nécessaire]
  - 2010-2011 :  André Ayew
  - 2011-2012 :  André-Pierre Gignac
  - 2012-2013 :  Mathieu Valbuena
  - 2013-2014 :  André-Pierre Gignac (2)
  - 2014-2015 :  Giannelli Imbula
  - 2015-2016 :  Lassana Diarra
  - 2016-2017 :  Florian Thauvin
  - 2017-2018 :  Dimitri Payet
  - 2018-2019 :  Dimitri Payet (2)
  - 2019-2020 :  Nemanja Radonjić
  - 2020-2021 :  Dimitri Payet (3)
  - 2021-2022 :  Dimitri Payet (4)